# Nectria calami
Nectria calami är en svampart som först beskrevs av Henn. & E. Nyman, och fick sitt nu gällande namn av Rossman 1979. Nectria calami ingår i släktet Nectria och familjen Nectriaceae.   Inga underarter finns listade i Catalogue of Life.